# Batalha de Caracoja
A Campanha Tangue contra Caracoja, chamadas Gaochã (Gaochang) nas fontes chinesas, foi uma campanha militar conduzida pelo Taizong do Império Tangue em 640 contra o reino de Caracoja, localizado na bacia do Tarim e sediado na cidade de Turfã no Sinquião. Os turcos occidentais ajudaram os seus aliados Caracoja com soldados, mas o exército bateu em retirada quando as tropas Tangues chegaram. Caracoja rendeu-se e o reino foi anexado para tornar-se numa prefeitura Tangue.

## Contexto
Esporadicamente controlada por dinastias chinesas anteriores, Caracoja era o lar duma grande população chinesa. O reino estava fortemente influenciado pela cultura chinesa e eram um dos estados da bacia do Tarim mais próximos à China Tangue. Caracoja tinha sido governada desde 498 pela família real Qu, que regeu o estado como um dos reinos mais sinificados da região. Durante o reinado dos Qu, o chinês clássico era a língua escrita oficial de Caracoja, os estudantes estudavam os clássicos chineses e a burocracia estatal estava baseada na estrutura da China imperial.

## Campanha
O Grande-cã Tu-lu que tinha subido ao poder em 638, ofereceu a Caracoja a protecção do Grão-Canato Túrquico Ocidental. Com o apoio dos túrquicos occidentais, Caracoja parou a Rota da Seda que ligava a China Tangue com a Ásia Central. Como resposta, o Imperador Taizong enviou uma campanha militar liderada pelo general Hou Junji. O exército alcançou Caracoja em 640 e derrotou o reino. Os turcos ocidentais ajudaram os seus aliados Caracoja com soldados, mas o exército bateu em retirada quando as tropas Tangues chegaram. O filho de Qu Wentai, o rei de Caracoja, rendeu-se e o antigo reino foi anexado.

## Consequências

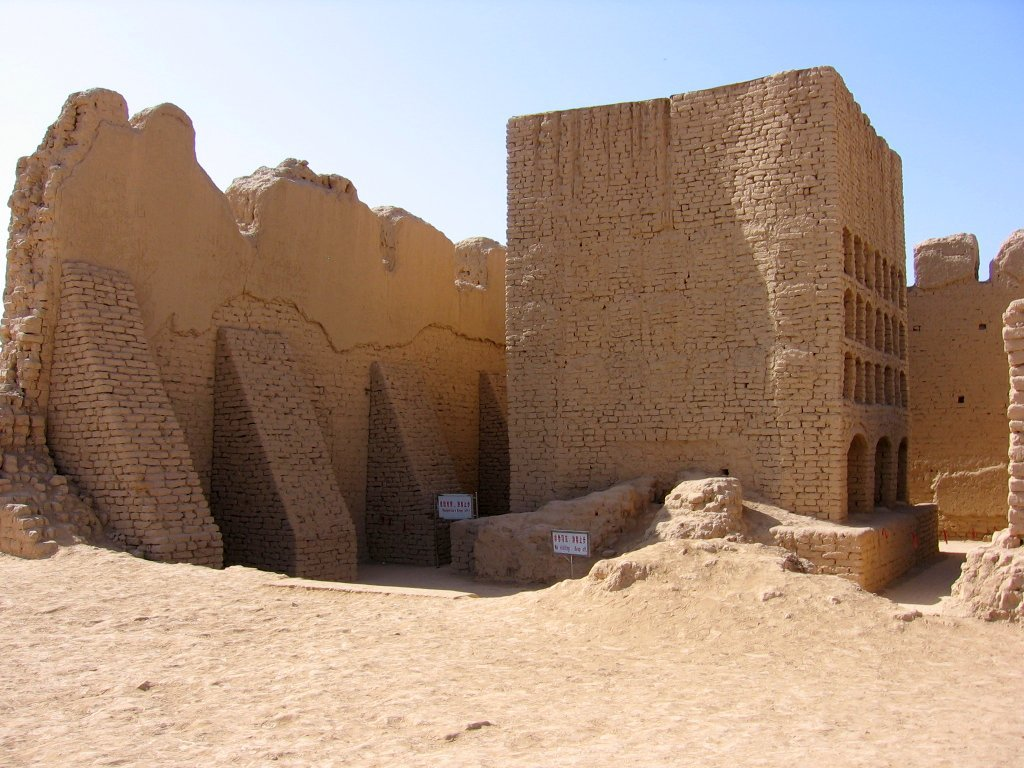
Ruínas de Caracoja

Após a anexação de Caracoja, esta ficou sob administração directa Tangue e foi organizada como prefeitura. Caracoja considerou-se como parte do Protectorado de Anxi, ou do Protectorado General para Pacificar o Oeste, estabelecidos para governas as regiões occidentais do Sinquião. Logo após a conquista, foi feito um censo populacional, que era obrigatório para as prefeituras chinesas. Em 640, o ano da anexação de Caracoja, foram censadas oito mil casas e trinta sete mil setecentos habitantes a morar em Turfã.
A queda de Caracoja preocupou o reino vizinho de Caraxar. Ameaçado pelas tropas chinesas estacionadas na região, Caraxar decidiu aliar-se com os turcos occidentais. Os Tangues responderam invadindo e anexando Caraxar em 644.